# Gavrinis
Gavrinis (bret. Gavriniz) – niewielka, niezamieszkana wyspa położona w zatoce Morbihan u wybrzeży Bretanii.

## Opis
Skalista, zbudowana z granitu wyspa położona jest naprzeciwko portu Larmor-Baden w departamencie Morbihan. Ma 750 m długości i 400 m szerokości, jej powierzchnia wynosi 0,30 km². W średniowieczu mieszkali na niej mnisi, a na wyspie wznosiła się niezachowana do dziś kaplica. Obecnie jest niezamieszkana.
Nazwa Gavrinis była wywodzona z języka bretońskiego, od gawr „owca” + enez „wyspa”. Jest to rodzaj etymologii ludowej, niemającej jednak potwierdzenia źródłowego. Najstarsze dokumenty z 1184 i 1202 roku podają jej nazwę w formie Guirv Enes i Guerg Enes, co odnosi się raczej do pól uprawnych, niż do owiec.

## Kopiec grobowy
Na Gavrinis znajduje się neolityczny kopiec grobowy, wzniesiony ok. 3500 p.n.e., kiedy to wyspa posiadała jeszcze połączenie z lądem. Pełnił on swoją funkcję do około 3000 p.n.e., kiedy to doszło do spalenia drewnianych konstrukcji wejściowych i zawalenia wejścia. Nasyp został przykryty później naniesionym przez wiatr piachem i przekształcił się w pagórek. Jego ponownego odkrycia dokonano w 1832 roku, po rozbiórce stojących obok zabudowań klasztornych. Od 1901 roku zabytek posiada status monument historique.
Wysoki na 8 metrów, usypany z kamieni tumulus ma 50 m średnicy. Korytarz o szerokości 1,5 m i długości 14 m prowadzi do kwadratowej komory grobowej o szerokości 2,5 m. Komora grobowa nakryta jest głazem stropowym o wadze prawie 17 ton, podtrzymywanym przez 29 kamieni nośnych. Na 23 z nich znajdują się ryty przedstawiające abstrakcyjnie wijące się linie, a także m.in. narzędzia, zwierzęta i postaci ludzkie.

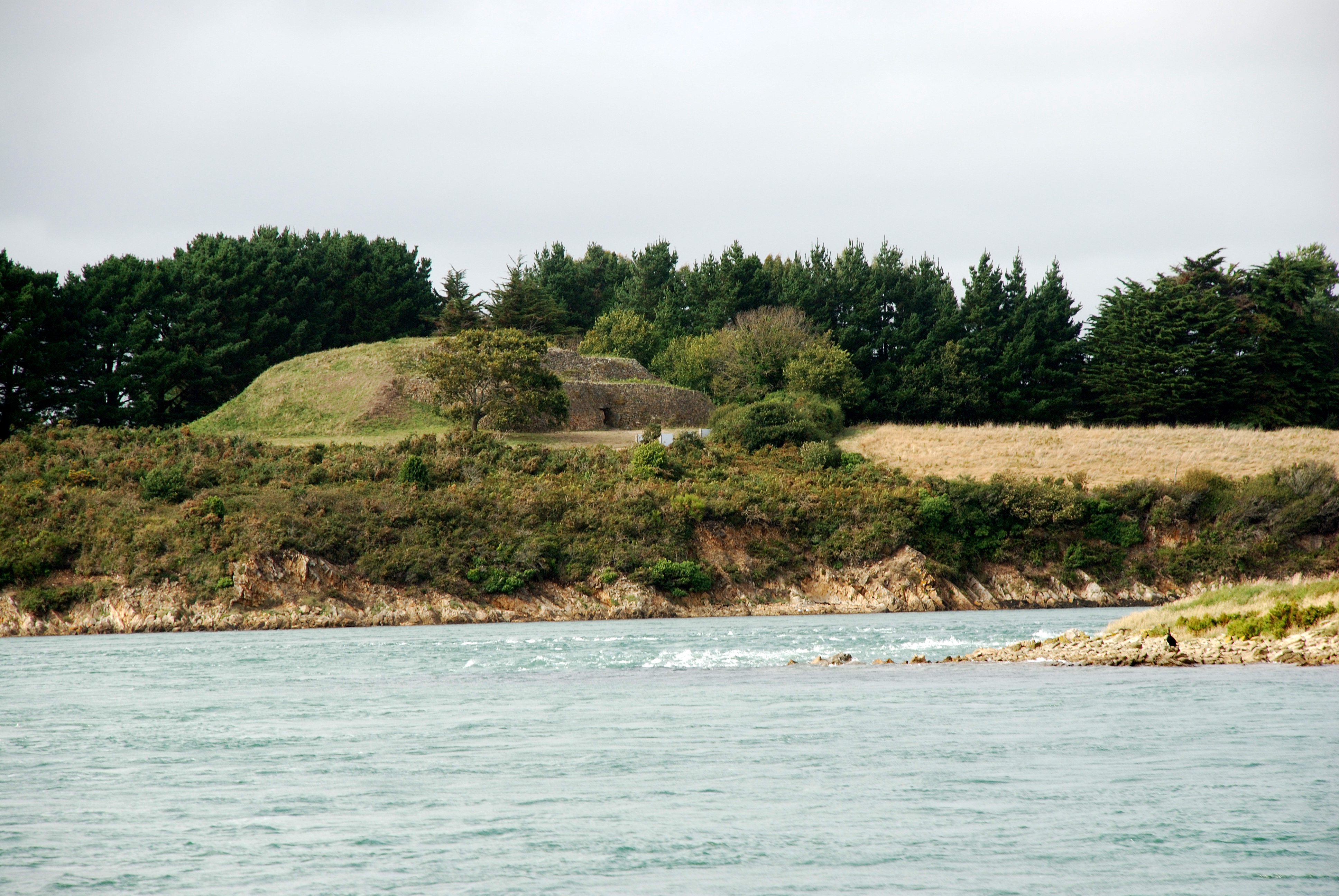
Widok na tumulus
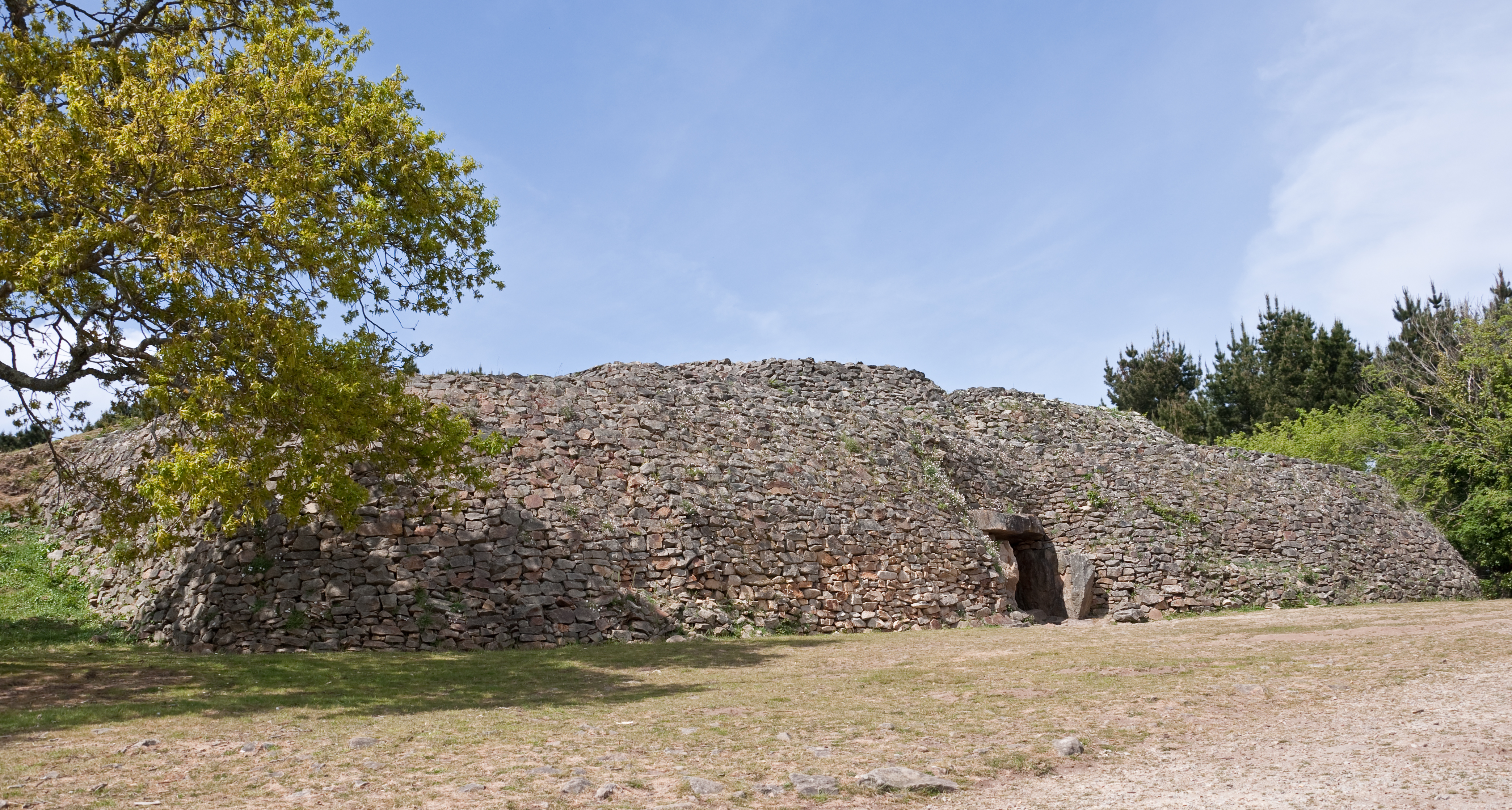
Tumulus z bliska
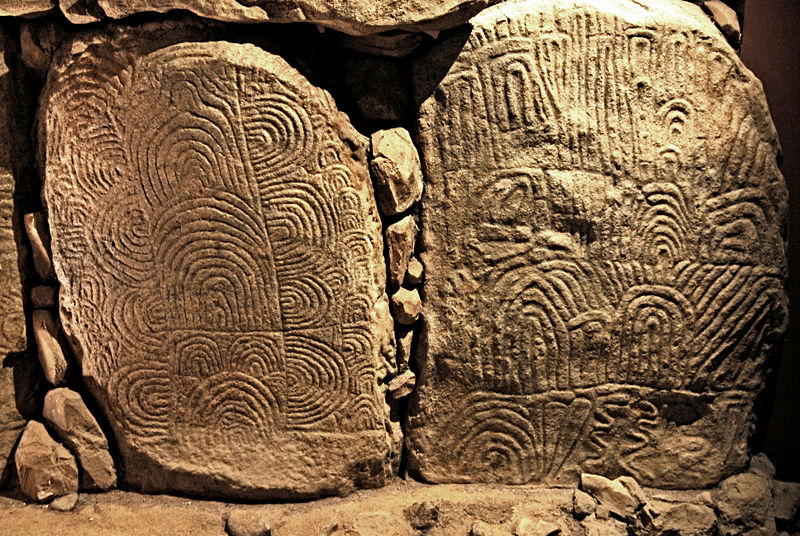
Ryty na kamieniach nośnych komory grobowej